# Drága Elza!
A Drága Elza! egy 96 perces 2014-ben bemutatott magyar filmdráma, amelyet Makray Gábor, Bodor Géza, Ripli Zsuzsanna és Varga Tamás főszereplésével Füle Zoltán rendezett.
Magyarországi bemutatója 2014. október 15-én volt az 1. Magyar Filmhét keretein belül. 2014. november 27-től került a magyar mozikba. Külföldön 2015. július 25-én az Európai Filmek 22. Palicsi Fesztiválján mutatták be. Németországban, Romániában, Dél-Koreában és Japánban DVD, illetve Blu-ray forgalmazásban jelent meg. 2014-ben az Aranyszem Operatőr Fesztiválon, Grátz Márk Aranyszem-díjat kapott játékfilm kategóriában a film fényképezéséért.

## Cselekmény
1942 végét írunk. Ukrajna, keleti front. Itt szolgál Lombos honvéd (Makray Gábor), a hazájához hűséges katona, akinek friss házasként egyetlen vágya, viszontlátni ifjú feleségét. Egy adminisztrációs hiba miatt azonban lemarad a hazafelé tartó vonatról. Azt gondolja, rosszabb már nem jöhet, az igazi pokoljárás viszont csak akkor kezdődik. A 3 nyelvet beszélő, művelt, fiatal tanár elkeseredetten teljesíti a kötelességét, ismét fegyvert ragad, és tovább menetel a keleti fronton. Egy támadás során megsebesül, és egy gödörben vészeli át az éjszakát az ellenséges vonalak mögött. Ekkor ismerkedik meg egy titokzatos öregemberrel (Varga Tamás), és ez a találkozás mindent megváltoztat. Az öreg szavai megingatják a honvéd családjába és a hazájába vetett töretlen hitét. Hajnalban orosz katonák találnak rájuk, és Lombos fogságba esik, majd a „taposók” közé kerül. Az öregember ezek után az ellenség sorai között is fel-feltűnik, árnyként jár-kel, és tanácsaival próbálja mindenáron életben tartani a fiatal katonát.

## Szereplők
- Makray Gábor – Lombos Mihály
- Bodor Géza – Anatol Vorobjevics Kozov
- Ripli Zsuzsanna – Jevgenyina Komelkova (Zsenyka)
- Varga Tamás – Ziffer Lajos
- Gulyás Enikő – Lena / Elza
- Pintér Sándor – Dopcsenko
- Lencz Márk – Harkov
- Herbály Péter – Szuhov
- Felszeghy Tibor – Kolja
- Szabó Kristóf – Antonio
- Csapó Tamás – Szpartakusz
- Pápai Gábor – Kurgan apó

## Képregény
2019. december 7-én, nem sokkal a film bemutatásának 5. évfordulója után jelent meg a film képregény-adaptációja, melyet a magyar képregény szakma legendája, Fazekas Attila rajzolt. A 86 oldalas könyv végig viszi a film teljes cselekményén az olvasót, továbbá a készítők és főszereplők hosszabb-rövidebb visszaemlékezéseit is tartalmazza.

## Kritikák
Látványos lett Mihály közlegény megmentése (Szűcs Gyula, 2014.12.01.)
- Jób lázadása a keleti fronton (Gueth Ádám, 2017.05.25.)
- A címzett: ismeretlen (Lakatos Gabriella, 2014.12.08.)
- Vigyázat! Bibliai utalások magyar moziban! (Iván Géza, 2014.12.02.)
- Colorcam (Brigitte, 2014.11.03.)
- Ritkán látható történelem (JTom, 2014.11.16.)